# Praga Khan
Praga Khan, né Maurice Joseph Francois Engelen le 7 janvier 1957, est un producteur et disc jockey  de 
techno belge, originellement orienté new beat. Praga Khan est considéré par la presse spécialisée comme l'un des pionniers de la scène musicale belge axée new beat, rave (musique) et techno hardcore.

## Biographie

### Débuts
Praga Khan commence sa carrière en 1987 avec le 45 tours Blow Job sous le nom de Musical Reporters, en collaboration avec Chris Inger et Harry Van Oeckel,. À la fin des années 1980, Praga Khan lance plusieurs projets new beat dont M.N.O avec Nikkie Van Lierop Jade 4U (chanteuse) et Oliver Adams (batteur), sigle composé de la première lettre de leurs prénoms respectifs. La multiplication des projets et des pseudonymes (un nouveau nom dès qu'un single sonne un peu différemment) les conduit à occuper simultanément le Top 10 anglais et japonais avec d'une part, Praga Khan et son single Injected With a Poison,, et d'autre part, Digital Orgasm et le single Running Out of Time ; ils réalisent également des remixes pour Jean Michel Jarre, Gravity Kills, et Laurent Garnier, notamment.
En 1988, ils forment le groupe Lords of Acid, réputé pour ses paroles outrageusement sexuelles mais surtout pour le rôle joué dans le paysage de la musique électronique. Leurs tournées aux États-Unis et au Japon se jouent à guichets fermés, et le groupe joue, au fil de sa carrière, dans les plus grands festivals comme Glastonbury au Royaume-Uni, Bizarre en Allemagne et Rock Werchter en Belgique. Hollywood les sollicite également de nombreuses fois, leur demandant de composer des bandes originales de films à succès telles que Basic Instinct, Ce que veulent les femmes, Bad Lieutenant, Strange Days[réf. nécessaire]. Le groupe écrit également la bande originale complète du premier jeu vidéo de Mortal Kombat.

### Années 2000 et 2010
C'est avec la sortie de son second album solo Pragamatic le 2 juin 1998, et Twentyfirstcenturyskin le 15 juin 1999, que Praga Khan se fait connaître dans son pays natal, la Belgique, avec des singles comme Luv U Still, Breakfast In Vegas ou Lonely, ce qui lui vaut une place pour le festival Rock Werchter. Fin 1999, Praga Khan se produit en solo pour la première fois aux États-Unis en ouvrant les concerts de Lords of Acid (avec les mêmes musiciens). Le 8 août 2000, Praga Khan fait paraître l'album Mutant Funk, qui atteint les hits parades en Belgique où il reste no 2 du Top 10 pendant deux semaines[réf. nécessaire]. La même année, il joue de nouveau à Rock Werchter en tant que vedette de la grande scène lors du jour d'ouverture. Il est le premier artiste belge à figurer en tête d'affiche de ce festival[réf. nécessaire]. L'album contient des hits comme The Power of the Flower, Love ou encore Sayonara Greetings. En 2001, il compose la BO complète des films belges Falling avec Axelle Red, et Ben X en 2007. En 2003, il écrit également la musique du Ballet royal de Flandre (Not Strictly Rubens).
À partir de 2005, Praga Khan lance en Belgique des tournées théâtrales : The Next Dimension en 2005, Code Red en 2006 et Frame By Frame - When Art Meets Technology en 2007-2008. Ces tournées se produisent dans des théâtres belges, jusqu'à l'Opéra flamand à Gand en décembre 2007. Ces nouveaux concepts regroupent diverses formes artistiques telles que la danse classique et l'illusionnisme ainsi qu'un nouvel arrangement des titres classiques de Praga Khan créé spécialement pour chacune des tournées. La dernière tournée Frame By Frame visait à mettre en avant les nouvelles technologies en collaboration avec des entreprises de pointe belges. En 2009, Maurice Engelen est jury de l'édition belge du jeu télévisé X Factor et l'invité d'honneur du Festival du Film à Ostende en Belgique.
En juin 2010, Praga Khan annonce le retour de Lords of Acid avec une tournée, le Sextreme Ball, en compagnie du groupe My Life with The Thrill Kill Kult avec lesquels ils avaient déjà fait une tournée en 1995, le Sextasy Ball. Le 27 septembre 2011, un nouveau single de Lords of Acid est commercialisé et s'intitule Little Mighty Rabbit, annonçant le nouvel album qui devrait sortir au début de 2012.

## Discographie

### Albums studio
- 1993 : A Spoonful of Miracle
- 1994 : Praga World (Japon)
- 1996 : Conquers Your Love
- 1998 : Pragamatic
- 1999 : Twenty First Century Skin
- 2000 : Mutant Funk
- 2002 : Freakazoidz
- 2004 : Electric Religion
- 2006 : Soundscraper
- 2013 : Soulsplitter
- 2017 : MindGames

### Bandes originales
- 1992 : Mortal Kombat (sous le nom The Immortals)[15]
- 2001 : Falling
- 2003 : Not Strictly Rubens (avec le Ballet Royal de Flandres)
- 2007 : Ben X

### Compilations
- 1999 : Twenty First Century Skinned (The Remixes)
- 2001 : Mixed Up
- 2003 : Khantastic - The Best of Praga Khan
- 2005 : Essential
- 2010 : Alle 40 Goed (double CD best-of)

### Albums live
- 2005 : The Next Dimension
- 2007 : Code Red
- 2007 : Erotikon - Theatre Of Art
- 2008 : Frame By Frame (MP3)

### Singles
- 1989 : Bula Bula
- 1990 : Out of Control / Echoes
- 1991 : Rave Alarm
- 1992 : Free Your Body
- 1992 : Injected With a Poison
- 1992 : Rave Alert
- 1992 : I Feel Good
- 1993 : I Will Survive (Reprise)
- 1993 : Phantasia Forever
- 1993 : Love Me Baby
- 1993 : Give Me Your Lovin'
- 1993 : Travel Through Time / Moonday
- 1994 : Begin to MoveT
- 1995 : Gun Buck
- 1995 : A World For You and Me
- 1996 : Jazz Trippin'
- 1997: Disco Babes From Outer Space
- 1998 : Luv U Still
- 1998 : My Mind is My Enemy
- 1998 : Injected With a Poison (Remixes)
- 1999 : Breakfast in Vegas
- 1999 : Lonely
- 1999 : Visions and Imaginations
- 2000 : The Power of the Flower
- 2000 : Love
- 2000 : Sayonara Greetings
- 2001 : Rhythm (Falling Soundtrack)
- 2002 : Glamour Girl
- 2002 : Tausend Sterne
- 2002 : No Earthly Connection
- 2003 : The Key to the Kingdom
- 2003 : Kiss the Sky
- 2003 : Love Power
- 2004 : 2004 Life
- 2004 : Supermodel
- 2004 : Time
- 2004 : Sugar Sugar
- 2006 : Pick up Truck
- 2006 : We Fuel Our Own High
- 2006 : Right or Wrong